# Echinococcus granulosus
La tenia del perro o gusano de la hidátide (Echinococcus granulosus) es una especie de platelminto de la clase Cestoda que, en su forma adulta, es parásito del intestino delgado del perro (y ocasionalmente otros cánidos), mientras que en su fase larvaria  parásita el ganado ovino o caprino (y ocasionalmente otros herbívoros); de forma secundaria o accidental también puede ser parásito de otros animales, incluyendo al ganado bovino, equino, porcino, algunos roedores, ciervos, alces, marsupiales y primates (incluidos los humanos), produciendo la hidatidosis o quiste hidatídico. 

## Características
El cestodo adulto es una de las tenias más pequeñas, ya que su estróbilo (cuerpo del parásito) mide unos 5 milímetros de longitud (de 2 a 6 mm) y posee solo de 3 a 5 proglótides (segmentos). E. granulosus tiene cuatro ventosas en su escólex (cabeza), como todos los ciclofilídeos, y posee un característico un rostellum con 28 a 50 ganchos (usualmente 30 a 36), en doble hilera. 

## Prevención
La hidatidosis humana se extiende en las zonas rurales donde existe estrecha convivencia entre los humanos, perros y ganado ovino y/o caprino que se faena en la región sin control veterinario. La mejor manera de cortar el ciclo del parásito es no permitir que los perros coman las vísceras o menudencias infestadas de los ovinos (fuente principal de proteínas en zonas rurales productoras) debiéndose alimentar a los animales con vísceras cocinadas y efectuar periódicos tratamientos de desparasitación de los mismos. Es muy aconsejable para minimizar el riesgo de infestación humana, educar a los niños en el lavado de las manos después de jugar con perros, no ingerir alimentos frescos procedentes de huertos sin desinfectar, potencialmente contaminados con heces de perros u otros cánidos.

## Diagnóstico
El diagnóstico en el hospedador definitivo (perro) es difícil por microscopía óptica, pues los huevos de Echinococcus no se puede diferenciar visualmente de los de otras tenias. La detección de antígenos en heces (copro-antígenos) por el método ELISA es actualmente la técnica disponible más versátil. Nuevas técnicas como PCR también se utilizan para identificar el parásito a partir de ADN aislado de los huevos o de las heces, aunque el método más común para poder determinar un diagnóstico con certeza es la biopsia hepática.

## Análisis genómico
El genoma de E.granulosus es uno de los primeros genomas de cestodos secuenciados, por lo que supone un modelo para futuros estudios en evolución, arquitectura genómica y biología del desarrollo de otros parásitos.

### Metabolismo
E. granulosus presenta rutas metabólicas completas para glucólisis, ciclo de Krebs, ruta de las pentosas fosfato, pero carece de rutas implicadas en la síntesis de novo de pirimidinas, purinas y muchos aminoácidos (salvo alanina, ácido aspártico y ácido glutámico), lo que nos indica una dependencia del hospedador para obtenerlos. En un estudio comparativo con nematodos de vida libre y mamíferos se observó la pérdida de 495 dominios proteicos, implicados en el metabolismo. Los dominios perdidos forman parte de vías metabólicas principalmente implicadas en el metabolismo de aminoácidos, lípidos, metabolitos secundarios y rutas de biodegradación de xenobióticos. Echinococcus granulosus compensa ésta pérdida mediante la expresión de abundantes tipos de proteasas, tanto extracelulares como asociadas a membrana e intracelulares, que le permiten obtener aminoácidos esenciales del hospedador. 
También es incapaz de sintetizar colesterol, ya que carece de enzimas claves como la escualeno sintasa o la escualeno monooxidasa, por lo que ha de captar ésteres de colesterol directamente del hospedador.

### Familias de dominios ganadas enE.granulosus
Sólo existe una familia proteica específica de E.granulosus, el antígeno B (EgAEgB), un complejo de antígenos con siete miembros, de interés en el diagnóstico de la enfermedad y un buen candidato vacunal al ser secretado y variable, ya que la vacuna basada en EgAEgB proporciona buenos resultados induciendo inmunidad en modelos experimentales ovinos.

### Familias de genes expandidas
- Chaperonas y otras proteínas de estrés:
  - Hsp 70 (diferentes proteínas y niveles de expresión en los diferentes estadios de vida del parásito).
  - USP: Implicadas en la respuesta a estrés del Retículo (Respuesta a proteínas desplegadas)
- Proteínas de reconocimiento celular y adhesión: dineína y cadherina.

En un análisis comparativo con otros parásitos, tanto cestodos como nematodos, no se encontraron anotaciones funcionales compartidas que sugirieran una asociación común con el parasitismo. Sin embargo, se encontraron grupos de ortólogos que están únicamente presentes en helmintos parásitos, y por tanto, podrían ser de interés para el desarrollo de fármacos, vacunas o test diagnósticos, como las prenilcisteína oxidasas.

### Desarrollo bidireccional

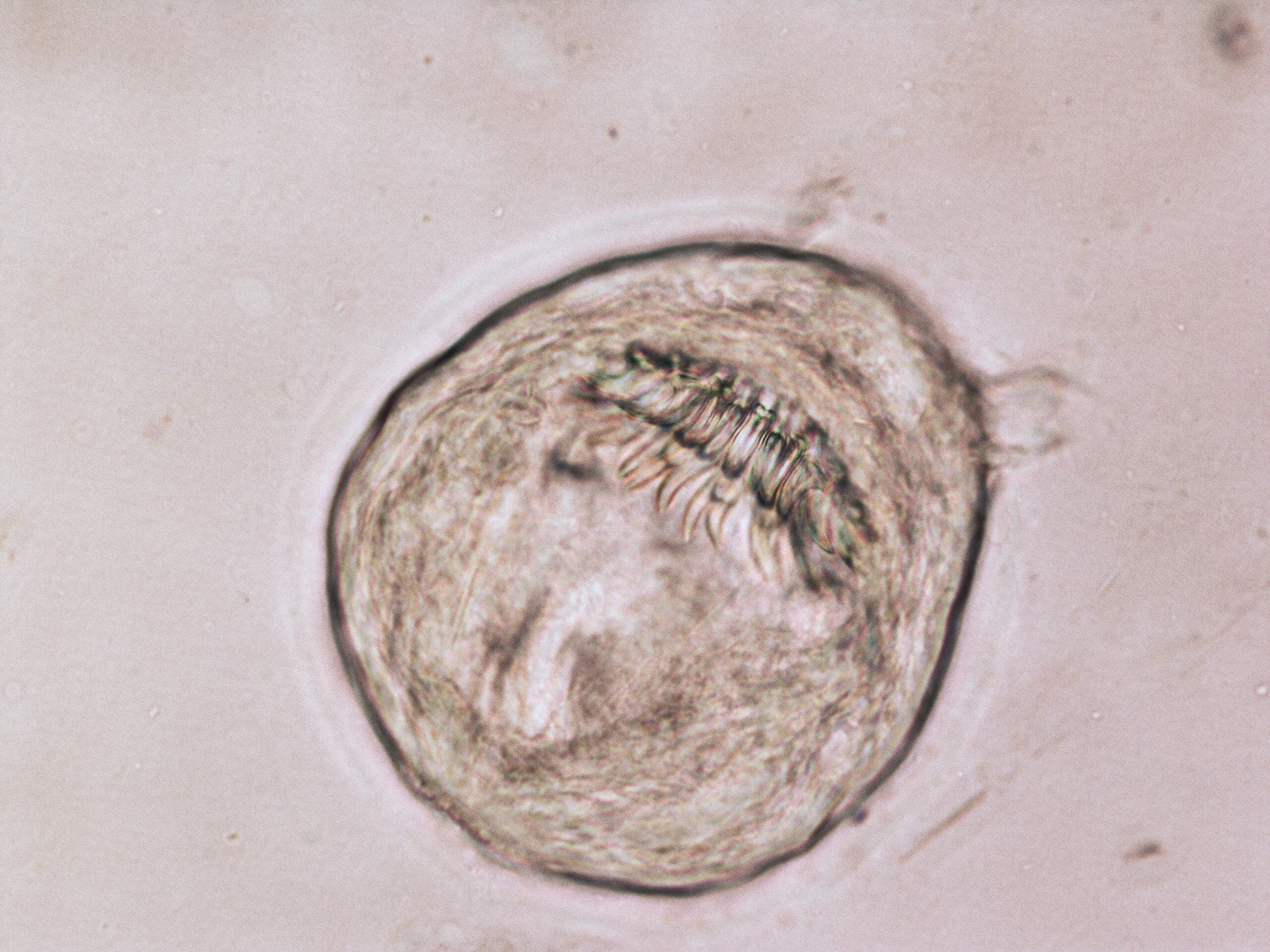
Echinococcus granulosus - protoescólex

El parásito, a partir de un protoescólex (larva), tiene el potencial para desarrollarse de una forma bidireccional:
- Si el protoescólex es ingerido por un perro: los altos niveles de ácidos biliares estimulan la reproducción sexual para formar adultos en el intestino.
- Ruptura de un quiste hidatídico en un herbívoro o humano: cada protoescólex se diferencia de forma asexual en un nuevo quiste hidatídico: Hidatidosis secundaria.

Se sabe que los ácidos biliares tienen un papel crucial en la diferenciación del parásito a un cestodo adulto. La señalización mediada por los ácidos biliares presenta dos tipos de receptores, receptores de membrana acoplados a proteínas G y receptores nucleares (Receptor farnesoide). A pesar de que se identificaron varios componentes implicados en la transducción de señales de la vía de los ácidos biliares, no se encontraron receptores de membrana en el genoma de E.granulosus. Los receptores nucleares son menos sensibles a los ácidos biliares que los receptores de membrana y ésta diferencia en sensibilidad sustenta el hecho de que E.granulosus sólo se desarrolla al estadio adulto en presencia de grandes concentraciones de ácidos biliares, como las que se encuentran en el intestino del perro.

### Estrobilación y reproducción

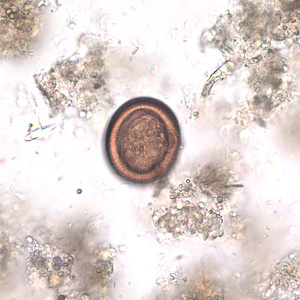
Huevo de E. granulosus.

E. granulosus presenta tanto reproducción sexual como asexual. Los cestodos adultos producen sexualmente huevos (también denominados embrióforos) en cada proglotis grávido, que se replican a través de estrobilización. Una chaperona similar a Hsp90 está altamente expresada en adultos y quistes hidatídicos. La homeostasis mediada por Hsp90 controla el estadio de diferenciación en otros parásitos, sugiriendo que Hsp90 tiene un papel en la estrobilización en el adulto, junto con otras proteínas codificadas por el gen de segmentación fushi-tarazu.
El genoma de E. granulosus contiene un rango de genes asociados con segmentación, incluyendo entre otros Hox genes, arm/catenina, nanos homolog1, regla genes pares.
También posee la mayoría de las moléculas clave en la vía de la meiosis.

### Mecanismos de evasión del sistema inmune
Una característica clave de E.granulosus es su prolongada supervivencia en muchas especies de mamíferos (hasta 53 años en humanos), indicando que produce selectivamente componentes para moderar la respuesta inmune del hospedador, por tanto, permitiendo el escape del hospedador.
Mediante el análisis del genoma se han encontrado distintos mecanismos de evasión del respuesta inmune:
- El antígeno específico EgAEgB es probable que sea un factor clave en el proceso de evasión inmune, ya que el antígeno es secretado y altamente variable. Codificado por una familia de genes, se encuentran siete genes en el genoma.
- Producción y liberación de proteasas para digerir proteínas del hospedador e inhibidores de proteasas para evitar la digestión por proteasas del hospedador. También se han encontrado abundantes proteínas secretadas, que presumiblemente actúan como mensajeros para la comunicación entre el parásito y su hospedador, teniendo papeles clave en la regulación del sistema inmune ya que pueden influir la red de citoquinas y las vías de transdución de señales o inhibiendo enzimas esenciales, resultando en una regulación inmune por supresión, diversificación o alteración de la respuesta inmune del hospedador. Este proceso proporcionaría un ambiente antiinflamatorio, favorable para la supervivencia del parásito.
- Moléculas asociadas con la respuesta inmune innata; como por ejemplo Leucotrieno A4 hidrolasa; manosiltransferasa; lipooxigenasa; manosiltransferasa. El genoma también contiene proteínas que contienen repeticiones ricas en leucina y proteínas similares a lectinas, que tienen el potencial de actuar en el reconocimiento y aclaramiento de microbios, una característica importante, dado que el adulto de E.granulosus vive en el intestino canino, que tiene incontables microorganismos.

### Nuevas dianas de intervención
El praziquantel es un fármaco muy efectivo para destruir cestodos adultos, y su efecto se debe a la actuación sobre canales de Ca, alterando el flujo iónico. El análisis del genoma de Echinococcus granulosus proporciona una aproximación a los sitios responsables de la sensibilidad al praziquantel, ya que este fármaco es prácticamente inocuo para los hospedadores que son tratados con él, mediante la construcción de árboles filogenéticos, siendo un importante candidato responsable de la sensibilidad la subunidad b del canal de calcio voltaje dependiente.
Examinando el genoma, se identifican así mismo nuevas posibles dianas para el tratamiento, incluyendo moléculas como receptores acoplados a proteínas G, kinasas, proteasas y hormonas con receptores nucleares. Dado que el tratamiento en el hospedador carnívoro por excelencia en la actualidad es el praziquantel, que actúa sobre canales iónicos de Ca, se ha postulado que los canales iónicos pueden ser diana de futuros fármacos. En el genoma, se identificaron genes que codifican 29 canales operados por ligando, 39 canales operados por voltaje, 5 canales permeables al cloro y 9 de otros tipos.